# 范清渊
拿督范清渊（1961年2月13日—）少校同志是国阵之友多元种族政党马来西亚爱国党主席，前峇都交湾国会议员，前马来西亚驻联合国大使和前任马来西亚民政运动党副主席。他曾经担任马来西亚皇家空军军人和技工。

## 政治生涯

### 参选武吉牛汝莪补选
原任国会议员卡巴星因为在霹雳州务边南北大道北段车祸逝世，选举委员会宣布武吉牛汝莪国会议席悬空。在2014年5月13日，范清渊代表爱国党上阵武吉牛汝莪补选。当时国阵没有派来自马华公会、民政党或国大党的任何候选人上阵该补选。
爱国党的竞选宣言是消除贪污，在每个州选区开张三个服务中心，稽查槟城州政府的土地和地段以建造低成本房屋。

### 参选第14届全国大选
在第14届全国大选，范清渊代表爱国党竞选峇眼国会议席，对垒原任首席部长，也是原任国会议员的林冠英。

## 家庭
- 堂兄：范俊福 - 大马鬼才音乐创作大师，前马华公会森美兰州联委会州委[3]
- 堂弟：范俊才 - 大马音乐创作大师，银城唱片机构创办人